# ویلیام هانتر (بازیکن فوتبال)
ویلیام هانتر (انگلیسی: William Hunter; زاده ۱ ژانویهٔ ۱۸۸۸ – درگذشته تاریخ ورودی نامعتبر است) بازیکن فوتبال در پست مهاجم اهل انگلستان بود.

## باشگاهی
از باشگاه‌هایی که در آن بازی کرده‌است می‌توان به باشگاه فوتبال لیتون اورینت، باشگاه فوتبال منچستر یونایتد، باشگاه فوتبال لینکولن سیتی، و باشگاه فوتبال لیورپول اشاره کرد.